# Флајинг Фиш Коув
Флајинг Фиш Коув (енгл. Flying Fish Cove) је насеље и административни центар на Божићном Острву које припада Аустралији. Налази се на крајњем северу острва на обали Индијског океана. Има око 400 становника. Недалеко од насеља, у јужном делу налази се и аеродом који је веза са Пертом и Џакартом.
Град се често назива и The Settlement (у преводу — Насеље). Основали су га 1888. први британски колонисти, а име је добио по броду британске морнарице „Флајинг фиш“. У насељу се налази и средња школа. Туризам је средње развијен (роњење, изнајмљивање јахти и др).